# Voix de l'Algérie libre et combattante
 (mars 2014).
- Si vous ne connaissez pas le sujet, laissez ce bandeau (vous pouvez alors contacter les auteurs).
- Si vous supprimez le contenu mis en cause (vous pouvez préalablement contacter les auteurs),

argumentez précisément cette suppression dans la page de discussion
(un manque de référence n'est pas un argument ; une recherche réelle de référence doit avoir été effectuée, être formellement documentée).
 (mars 2014).
Si vous disposez d'ouvrages ou d'articles de référence ou si vous connaissez des sites web de qualité traitant du thème abordé ici, merci de compléter l'article en donnant les références utiles à sa vérifiabilité et en les liant à la section « Notes et références ».

La Voix de l’Algérie libre et combattante (Sawt El Djazair el hourra el moukafiha) est une radio secrète algérienne créée pendant la Guerre d'Algérie.

## Histoire
La première émission a lieu le 16 décembre 1956 avec le slogan « Ici la Radio de l’Algérie libre et combattante, la voix du Front de libération s’adresse à vous, du cœur de l’Algérie. ».
Pendant les deux premières années, la direction de l'Algérie combattante algérienne a eu recours à des émissions de radio des pays arabes, en particulier de la Tunisie et de l’Égypte pour faire parvenir sa voix au peuple algérien et au monde entier. Il convient de noter le rôle actif joué par la radio Voix des Arabes au Caire, qui a alloué trois portions hebdomadaires d'émissions algériennes en arabe et en français.
La radio tunisienne a prévu une partie tunisienne intitulée " ici la voix de l'Algérie combattante ", qui a été diffusée trois fois par semaine . Et Mohammed Issa a été parmi les points forts de Messaoudi Mncti cette partie qui diffusait les nouvelles de commentaires politique et militaire[Quoi ?]. Elle a été renforcée grâce à la création d'un réseau de plusieurs stations externes, dont les stations de Tripoli, Damas, Le Caire, Bagdad, Ben Ghazi, Marsa Matrouh, Accra, Conakry et Rabat.

## Après l'indépendance de l'Algérie
L’État algérien a créé la radiodiffusion et la télévision algérienne par les nouvelles institutions en date du 28 octobre 1962. À partir de 1965, l’État a permis l'acquisition d'équipements pour assurer une aire de diffusion plus efficace pour la radio sur le territoire national. Par la suite, cette couverture a été limitée à quelques grandes villes. En 1986, la Fondation a réorganisé la radiodiffusion et de la télévision algérienne, permettant en particulier l'émergence de la Fondation nationale pour la radiodiffusion sonore. La Fondation nationale pour la radiodiffusion sonore fut fondée dans le cadre du décret du 20 avril 1991, à caractère général industriel et commercial.

## Référence
1. 1 2  « La Voix de l’Algérie Combattante »